# Obraz Najświętszej Maryi Panny Nieustającej Pomocy
Najświętsza Maryja Panna Nieustającej Pomocy – wizerunek (ikona) Matki Bożej – Najświętszej Maryi Panny, patronki najbardziej smutnych i potrzebujących, którzy odczuwają szczególnie potrzebę miłości i opieki. Znajduje się w rzymskim kościele św. Alfonsa Liguori. 23 czerwca 1867 r. nastąpiła uroczysta koronacja Obrazu Matki Bożej Nieustającej Pomocy. 27 czerwca obchodzony jest jako dzień poświęcony Matce Bożej Nieustającej Pomocy.
Matka Boska Nieustającej Pomocy jest szczególnie czczona w Kościele Starokatolickim Mariawitów, który za jedno z podstawowych swoich zadań stawia właśnie wzywanie nieustającej pomocy Najświętszej Maryi Panny.

## Obraz Matki Boskiej Nieustającej Pomocy
Wizerunek Matki Bożej Nieustającej Pomocy został namalowany na desce o wymiarach 54 cm x 41,5 cm. Na przestrzeni wieków otrzymał dwa główne tytuły: Matka Boża Bolesna oraz Matka Boża Nieustającej Pomocy. Autorstwo obrazu przypisywane jest najgłośniejszemu malarzowi bizantyjskiemu wczesnego średniowiecza, mnichowi bazyliańskiemu św. Łazarzowi Zografosowi.

## Historia Obrazu

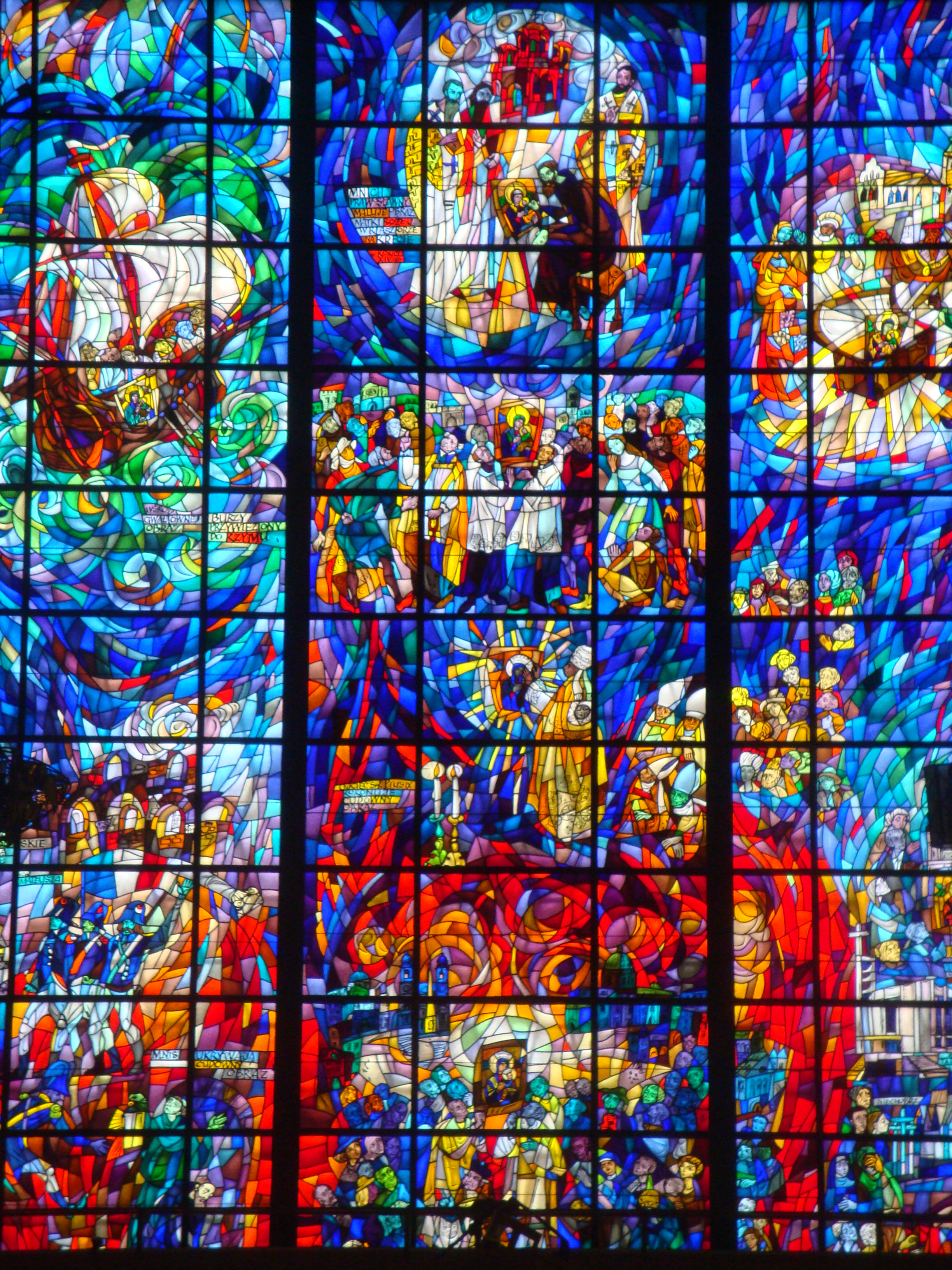
Witraż przedstawiający historię ikony (Tarnobrzeg)

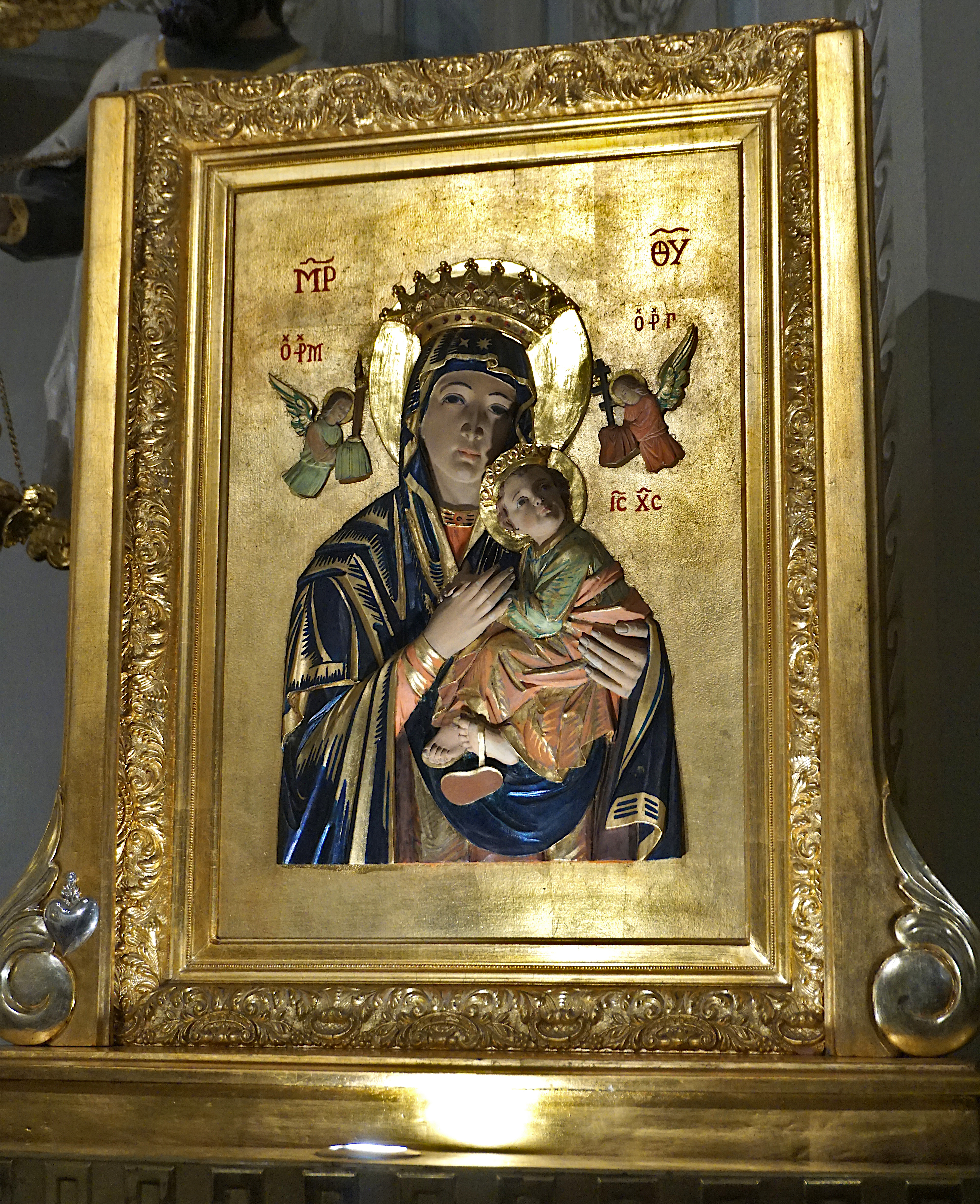
Obraz jako relief w katedrze Gnieźnieńskiej

Nie jest dokładnie znany wiek powstania ikony określanej dziś przez katolików jako obraz Matki Bożej Nieustającej Pomocy, zaś w tradycji prawosławnej jako ikona Matki Bożej „Cierpiąca”. Niektóre źródła mówią, iż został namalowany w IX wieku na Krecie, inne zaś datują go na wiek XII i wywodzą z Bizancjum lub nawet z klasztoru Chilandar na świętej Górze Athos.
Według starej legendy do Europy przywiózł go bogaty kupiec. W czasie podróży statkiem, gdy na morzu rozszalał się sztorm, człowiek ten wyjął obraz ze skrzyni i pokazał przerażonym podróżnym. Ich modlitwy do Matki Bożej ocaliły statek z nieuchronnej katastrofy. Po szczęśliwym przybyciu do Wiecznego Miasta ikona została umieszczona w kościele św. Mateusza. W dobie napoleońskiej, po zdobyciu Rzymu przez wojska francuskie, obraz zaginął. Po ponad pół wieku odnalazł go redemptorysta o. Michał Marchi.
W 1865 roku Pius IX powierzył cudowny wizerunek Redemptorystom, mówiąc: Sprawcie, aby ten obraz poznano na całym świecie i aby się w nim rozmiłowano. Zakonnicy, dzięki swej gorliwej działalności misyjnej, wywiązali się znakomicie z tego zadania. Ikona Matki Bożej Nieustającej Pomocy jest dziś bowiem najbardziej rozpowszechnionym w świecie obrazem Maryjnym. Cudowna ikona została umieszczona w kościele Redemptorystów pw. św. Alfonsa w Rzymie (nieopodal bazyliki Santa Maria Maggiore). Dnia 23 czerwca 1867 roku odbyła się uroczysta koronacja obrazu, zaś w roku 1876 ustanowiono święto Błogosławionej Dziewicy Maryi pod wezwaniem Nieustającej Pomocy na dzień 27 czerwca.

### Symbolika obrazu
Obraz Matki Boskiej Nieustającej Pomocy to ikona przedstawiająca cztery święte postacie: Dziewicę Maryję, Dzieciątko Jezus oraz świętych archaniołów Michała i Gabriela. Postacie te opisują litery, umieszczone w tle ikony:
- MP-ΘΥ – Maryja Matka Boga (po obu stronach górnej części obrazu)
- IC-XC – Jezus Chrystus (po prawej stronie głowy Dzieciątka Jezus)
- ΟΡМ – Archanioł Michał (nad aniołem, po lewej stronie oglądającego obraz)
- OΡГ – Archanioł Gabriel (nad aniołem, po prawej stronie).

Maryja, a właściwie połowa Jej postaci, jest przedstawiona w czerwonej tunice, granatowym płaszczu od spodu zielonym i w niebieskim nakryciu głowy, przykrywającym włosy i czoło. Na welonie, w jego środkowej części, znajduje się złota gwiazda z ośmioma prostymi promieniami, a obok malarz umieścił krzyż promienisty na wzór gwiazdy. Jej głowę otacza, charakterystyczny dla szkoły kreteńskiej, kolisty nimb. Oblicze Maryi jest lekko pochylone w stronę Dzieciątka Jezus trzymanego na lewej ręce. Prawą, dużą dłonią o nieco dłuższych palcach, charakterystycznych dla obrazów typu Hodegetria – znaczy „wskazująca drogę”, Maryja obejmuje ręce Jezusa. Jej spojrzenie charakteryzuje czuły smutek, ale nie patrzy na swojego Syna, lecz wydaje się przemawiać do patrzącego na obraz. Miodowego koloru oczy i mocno podkreślone brwi dodają obliczu piękna i wyniosłości.
Dzieciątko Jezus jako jedyne przedstawione jest w całości. Spoczywając na lewym ramieniu Matki, rączkami ujmuje mocno Jej prawą dłoń. Przyodziane jest w zieloną tunikę z czerwonym pasem i okryte czerwonym płaszczem. Opadający prawy sandał z nóżki pozwala dostrzec spód stopy, co może symbolizować prawdę, że będąc Bogiem jest także prawdziwym człowiekiem. Jezus ma kasztanowe włosy, a Jego rysy twarzy są bardzo dziecięce. Stopy i szyja Dzieciątka wyrażają jakby odruch nagłego lęku przed czymś, co ma niechybnie nadejść. Tym natomiast, co wydaje się przerażać małego Jezusa, jest wizja męki i cierpienia, wyrażona poprzez krzyż i gwoździe niesione przez Archanioła Gabriela. Po drugiej stronie obrazu Archanioł Michał ukazuje inne narzędzia męki krzyżowej: włócznię, trzcinę z gąbką i naczynie z octem.
Maryja, pomimo że jest największą postacią obrazu, nie stanowi jego centralnego punktu. W geometrycznym środku ikony znajdują się połączone ręce Matki i Dziecięcia, przedstawione w taki sposób, że Maryja wskazuje na swojego Syna, Zbawiciela. Mamy tutaj do czynienia z typem ikony zwanej „Hodigitria” – bo Maryja wskazuje na Chrystusa, Który sam siebie nazwał „Drogą, Prawdą i Życiem” (J 14,6).

## Patronat
Matka Boża Nieustającej Pomocy jest patronką Jaworzna oraz diecezji pelplińskiej i toruńskiej.
Matka Boża Nieustającej Pomocy decyzją Benedykta XVI jest też od dnia 22 września 2011 roku patronką miasta Mielca (podkarpackie).
Obraz Matki Boskiej Nieustającej Pomocy, z 1936 r., autorstwa Henryka Karnieja, syna  Edwarda Karnieja (przedstawiciela przedwojennej wileńskiej szkoły sztuk pięknych), umieszczony jest w ołtarzu głównym w kościele pw. Narodzenia NMP w Kundzinie, należącym do metropolii białostockiej.